# Анатолій (Максимович)
Архієпископ Анатолій (світське ім'я — Андрій Іванович Максимович; *1766, Усівка — †14 лютого 1844, Сизрань) — український релігійний діяч, єпископ Російської Православної церкви, єпископ Полтавський та Переяславський на Гетьманщині (1812—1816). Архієпископ Мінський і Литовський на територіях Білорусі. Також архієпископ Симбірський та Сизранський у межах Татарстану і Калмикії.

## Біогрофія
Андрій Іванович Максимович народився 1766 у Переяславському полку Гетьманщини у шляхетській сім'ї. Навчався в Переяславській семінарії. Після закінчення якої емігрує на Московщину.
У 1789 році закінчив Олександро-Невську головну семінарію в Санкт-Петербурзі і залишений в ній вчителем риторики і грецької мови.
У 1792 році висвячений на священика до Спасо-Сінної церкви і протягом трьох років був катехитом.
З 1809 року — перший ректор реформованої Санкт-Петербурзької духовної семінарії, професор богослов'я, член консисторії і цензурного комітету.
У 1809 році прийняв чернецтво, зведений в сан архімандрита Свято-Троїцької Сергієвої пустині під Санкт-Петербургом і призначений благочинним над законовчителями в кадетських корпусах.
У розпал франко-московської війни (31 березня 1812) хіротонізований на єпископа Полтавського і Переяславського. За короткий час його призначають єпископом Мінським і Литовським — у сані архієпископа (з 7 лютого 1816 р.). До його завдань входить боротьба з греко-католицьким духовенством Білорусі та різноманітні форми московщення недавніх територій Речі Посполитої.
Напередодні Польського повстання переведений у фіно-угорське Надволжя — з 10 лютого 1832 р. він архієпископ Симбірський і Сизранський, територія єпархії охоплювала частину Татарстану та Калмикії.
7 серпня 1842 р. почислений на спокій.
Помер 14 лютого 1844 р. в Сизранському Вознесенському монастирі. Похований у Феодоровському храмі Свято-Воскресенського монастиря.

## Твори
- Слово на Успение Богоматери. — СПб., 1808. при погребении протопресвитера С. Ф. Ливатова. — СПб., 1808.
- Слово при приведении к присяге чиновников, избранных в должности. — СПб., 1811.
- Речь в собрании Библейского общества. — СПб., 1822